# Otto Feldmann (Kapitän)

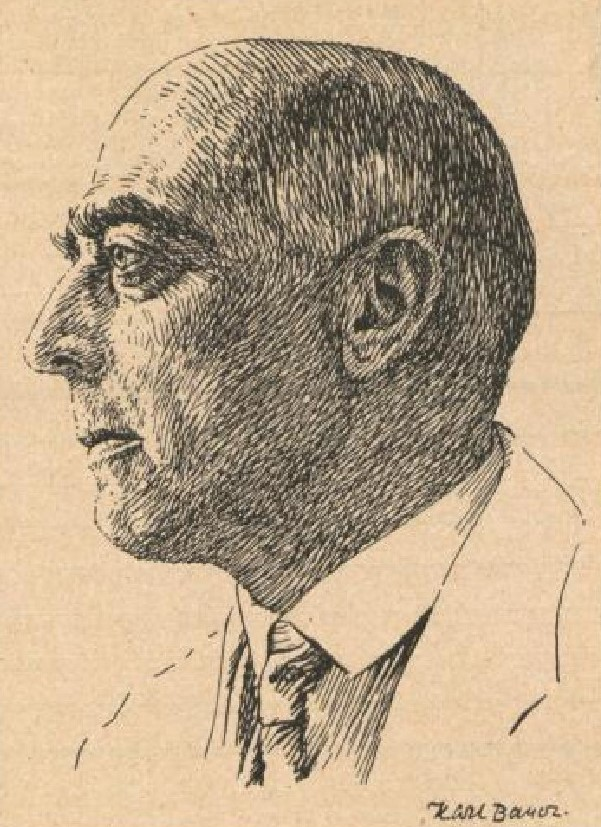
Porträt Otto Feldmann, ca. 1928 als Hauptgeschäftsführer des Sächsischen Landbundes;
Illustration (Ausschnitt) im Sächsischen Bauernkalender von 1929 nach einer Zeichnung von Karl Bauer

Otto Wilhelm Feldmann (* 12. August 1875 in Wilhelmshaven; † 2. Januar 1948) war ein deutscher Kapitän zur See. Nach seiner Tätigkeit bei der kaiserlichen Marine betätigte er sich in der Landwirtschaft und gehörte als namhafter sächsischer Landwirt, Geschäftsführer und Direktor des Sächsischen Landbundes und nach der Zwangsvereinigung mit dem Reichsnährstand als Stabsleiter zu den führenden Kreisen der sächsischen Landwirtschaft. Später wurde er außerdem Gauführer des Nationalsozialistischen Deutschen Marinebundes in Sachsen.

## Leben
Otto Feldmann war Sohn des späteren Wilhelmshavener Oberbürgermeisters Friedrich Feldmann und dessen Ehefrau Elisabeth, geborene Herbertz. Sein Zwillingsbruder war der Admiral Karl Feldmann. Beide traten im April 1892 in die Kaiserliche Marine ein.
Von der erneuten Indienststellung am 2. Juli 1912 bis September 1913 war er als Korvettenkapitän Kommandant des Kleinen Kreuzers Hamburg, mit dem er der U-Bootflottille als Führerschiff zugeteilt wurde. Während des Ersten Weltkrieges führte er zunächst bis September 1914 die II. U-Bootflottille, die damals als erste mit dieselmotorbetriebenen U-Booten ausgestattet wurde. Anschließend war er bis März 1915 im Marinekorps und hier zuständig für U-Boots-Unternehmungen. Er wechselte als Referent für militärische Angelegenheiten in die U-Boots-Inspektion und blieb hier bis Juli 1915. Von August 1915 bis Juni 1916 war er Kommandant des Kleinen Kreuzers Rostock und dann bis April 1917 des Kleinen Kreuzers Danzig. Mit der Rostock hatte er an der Skagerrakschlacht teilgenommen und konnte im Verlauf der Schlacht zwei bereits beschädigte britische Zerstörer der Admiralty M-Klasse, die Nestor und die Nomad, versenken. Beim Rückmarsch wurde aber die geschädigte Rostock am 1. Juni 1916 versenkt. Er kam in das Reichsmarineamt, wo er anfangs Dezernent und später bis Kriegsende Abteilungschef in der Mobilmachungsabteilung war. Am 28. April 1918 wurde er zum Kapitän zur See befördert.
Nach Kriegsende war er am Kapp-Putsch in Kiel beteiligt; zu dieser Zeit war er Kommandeur eines Zeitfreiwilligenregiments. Zum 8. März 1920 wurde er aus der Marine verabschiedet. Er ließ sich wenig später im Freistaat Sachsen nieder, wo er ein namhafter Landwirt wurde. Im Januar 1922 übernahm Feldmann die Leitung der Sozialpolitischen Abteilung des Sächsischen Landbundes mit Sitz in Dresden. Nach dem Tod des Ökonomierats Oswin Schmidt wurde er Hauptgeschäftsführer des Landbundes. Der Landbund war damals die größte sächsische Bauernvereinigung und hatte mit dem Sächsischen Landvolk seit 1929 eine eigene parlamentarische Vertretung im Sächsischen Landtag.
Spätestens 1931 war Feldmann Direktor des Sächsischen Landbundes mit ca. 60.000 Mitgliedern und ab 1933 nach der Zusammenlegung im Reichsnährstand Stabsleiter. Mehrfach äußerte er sich in der Presse und als Redner über die damalige Politisierung des Sächsischen Landbundes. Ferner war er für die Herausgabe des Mitteilungsblattes des Sächsischen Landbundes Der Landbund verantwortlich, in dem er ebenfalls zahlreiche Beiträge zu landwirtschaftlichen und politischen Themen publizierte.
Als Vertreter Sachsens weilte Feldmann um die Jahreswende 1932/33 mehrfach persönlich bei Eberhard Graf von Kalckreuth in Berlin und war an den heftigen Agitationen der Führung des Reichslandbundes bei Paul von Hindenburg gegen den Reichskanzler Kurt von Schleicher beteiligt. Der Reichspräsident „befahl“ daraufhin Schleicher, mehr Unterstützung für die Großagrarier zu erbringen, die dieser aber ablehnte. Dies trug entscheidend zum Weg Hitlers an die Macht bei.
1934 appellierte Feldmann, der inzwischen NSDAP-Mitglied geworden war, an die sächsischen Landwirte, „im Sinne des Führers mitzuhelfen, die deutschen Menschen zum Wohl des deutschen Vaterlandes zu einer Volksgemeinschaft zusammenzuführen.“

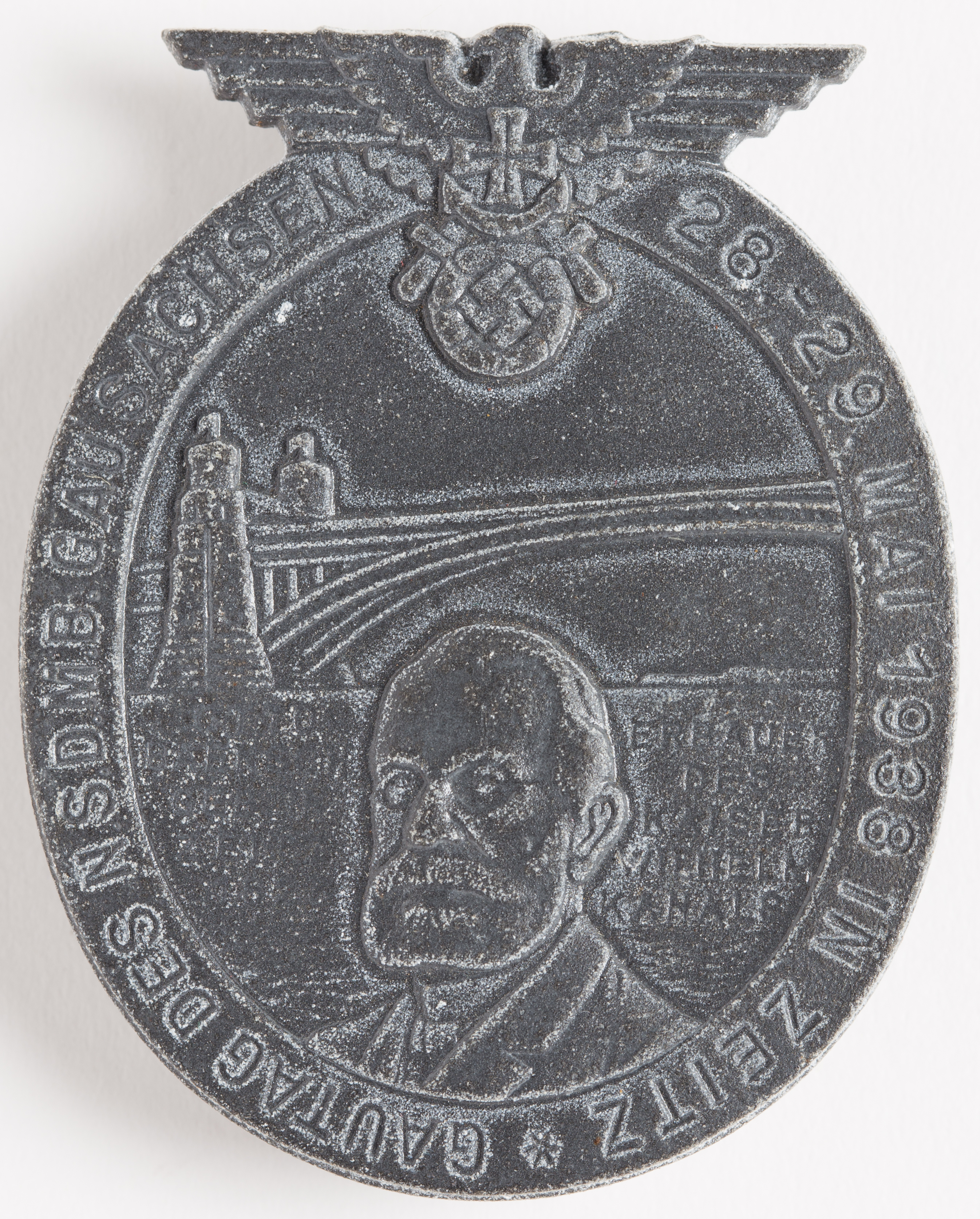
Abzeichen zum Gautag 1938 in Zeitz

Im Zuge der Gleichschaltung und Neuordnung wurden die bisherigen beiden Gaue Nord und Süd des Nationalsozialistischen Deutschen Marinebundes vereint und Feldmann im September 1936 vom Bundesführer Ernst Hintzmann zum neuen sächsischen Gauführer ernannt. 1937 organisierte er den Gautag des Gaues IV Sachsen des NSD-Marinebundes in Olbernhau im Erzgebirge, der gemeinsam mit dem Bezirkstag des Bezirks Sachsen des Deutschen Kolonialkriegerbundes durchgeführt wurde. Höhepunkt war eine Kundgebung für deutsche Seegeltung und Kolonien. 1938 war Feldmann Organisator des Gautages in Zeitz.
Vom 11. bis 13. August 1939, kurz vor Ausbruch des Zweiten Weltkrieges, fand in Dresden der Bundestag des NSD-Marinebundes mit Großem Zapfenstreich, Weihe von 90 Fahnen und Aufmarsch von 10.000 Teilnehmern aus dem In- und Ausland statt. Feldmann war als Gauführer einer der Mitorganisatoren dieser Veranstaltung und der aus deren Anlass eröffneten Dresdner Marineausstellung.
Nach Ausbruch des Zweiten Weltkrieges war Feldmann bis Februar 1945 Gruppenleiter Marine in der Wehrersatzinspektion Dresden und gleichzeitig Marineverbindungsoffizier zum Wehrkreiskommando IV. Für den „Beauftragten des Führers für die Überwachung der gesamten geistigen und weltanschaulichen Schulung und Erziehung der NSDAP“ war Feldmann 1940 als Vortragsredner tätig. Er blieb bis zum Einmarsch der sowjetischen Armee in Dresden im Mai 1945 im Amt.